# Leptotarsus (Macromastix) glaucocapillus
Leptotarsus (Macromastix) glaucocapillus is een tweevleugelige uit de familie langpootmuggen (Tipulidae). De soort komt voor in het Australaziatisch gebied.